# Alain Boissinot
Alain Boissinot est un haut fonctionnaire de l'éducation nationale, né le 22 avril 1949 à Saint-Germain-en-Laye (Yvelines).  

## Biographie
Alain Boissinot est agrégé de lettres classiques et docteur en littérature française. Après des études à Paris-X, il devient professeur au collège des Louvrais à Pontoise (1972-1973) puis au lycée Camille Pissarro jusqu'en 1986.
En 1979, il devient secrétaire national de l’Association française des enseignants de français (AFEF) et en 1981 membre du comité de rédaction de la revue Le Français aujourd’hui[réf. souhaitée]. De 1986 à 1992, il exerce comme professeur de lettres supérieures au lycée Louis-le-Grand , puis à partir de 1992 au lycée Henri-IV.
En 1993, il est nommé Inspecteur général de l'Éducation nationale avant de devenir conseiller au cabinet du ministre de l'Éducation nationale, François Bayrou. En 1995, il devient directeur des lycées et collèges au ministère de l'Éducation nationale, puis de 1997 à 1998 directeur de l'Enseignement scolaire au ministère de l'Éducation nationale.
Professeur associé à l'Université de Cergy-Pontoise de 1998 à 2001 et membre du Conseil national des programmes, il est nommé en juillet 2001 recteur de l'Académie de Bordeaux. De 2002 à 2004, il est directeur de cabinet du ministre de la Jeunesse, de l'Éducation nationale et de la Recherche, Luc Ferry. De 2004 à 2013, il est recteur de l’Académie de Versailles. 
Il est nommé président du Conseil supérieur des programmes le 10 octobre 2013. Il démissionne le 9 juin 2014. Il est membre du conseil d'administration et du comité de rédaction de l'AFAE et du conseil scientifique de la Revue Internationale d'éducation[réf. souhaitée].

## Décorations
- Officier de la Légion d'honneur (2010)[8]
- Commandeur de la Légion d'honneur (2025)[9]
- Officier de l'ordre national du Mérite
- Commandeur de l'ordre des Palmes académiques

## Publications
- Techniques du français : lire, argumenter, rédiger (avec M.M. Lasserre), éd. Bertrand-Lacoste, 1986.
- Paul et Virginie, de Bernardin de Saint-Pierre, éd. Bertrand-Lacoste, 1988.
- Le XXe siècle en littérature (avec X. Darcos et B. Tartayre), éd. Hachette, 1989.
- Techniques du français : langages littéraires (avec M. Mougenot), éd. Bertrand-Lacoste, 1990.
- Les textes argumentatifs, éd. Bertrand-Lacoste/ CRDP Midi-Pyrénées, 1992, rééd. 1996.
- Littérature et Histoire, éd. Bertrand-Lacoste, 1998.
- Le Français au collège et au lycée (avec A. Armand et J. Jordy), éd. Hachette, collection « Profession enseignant », 2001.
- Perspectives actuelles de l'enseignement du français (dir.), CRDP de Versailles, 2001.
- « Mission du professeur et formation des maîtres », Administration et Éducation, n°120, décembre 2008.
- « Le lycée, à la croisée des chemins », in Le système éducatif en France, La documentation française, 2009, rééd. 2013.
- « La formation des maîtres : débats et perspectives », Revue internationale d'éducation, n°55, décembre 2010.
- La plus belle histoire de l'école (avec Luc Ferry), Robert Laffont, 2017.
- « Regards sur l'école », CANOPE, février 2021.